# ناراندرا
ناراندرا (به انگلیسی: Narrandera) یک شهرک در استرالیا است که در Narrandera Shire واقع شده‌است.